# Max Kolde

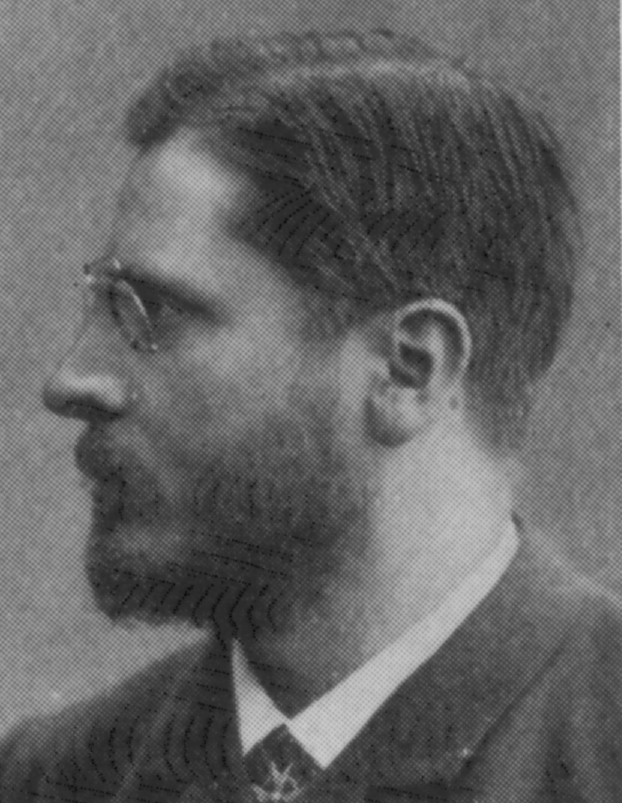
Max Kolde

Carl Wilhelm Max Kolde (* 24. November 1854 in Ohlau, Niederschlesien; † 1. September 1889 in Göttingen) war ein deutscher Architekt und Hochschullehrer. 

## Leben

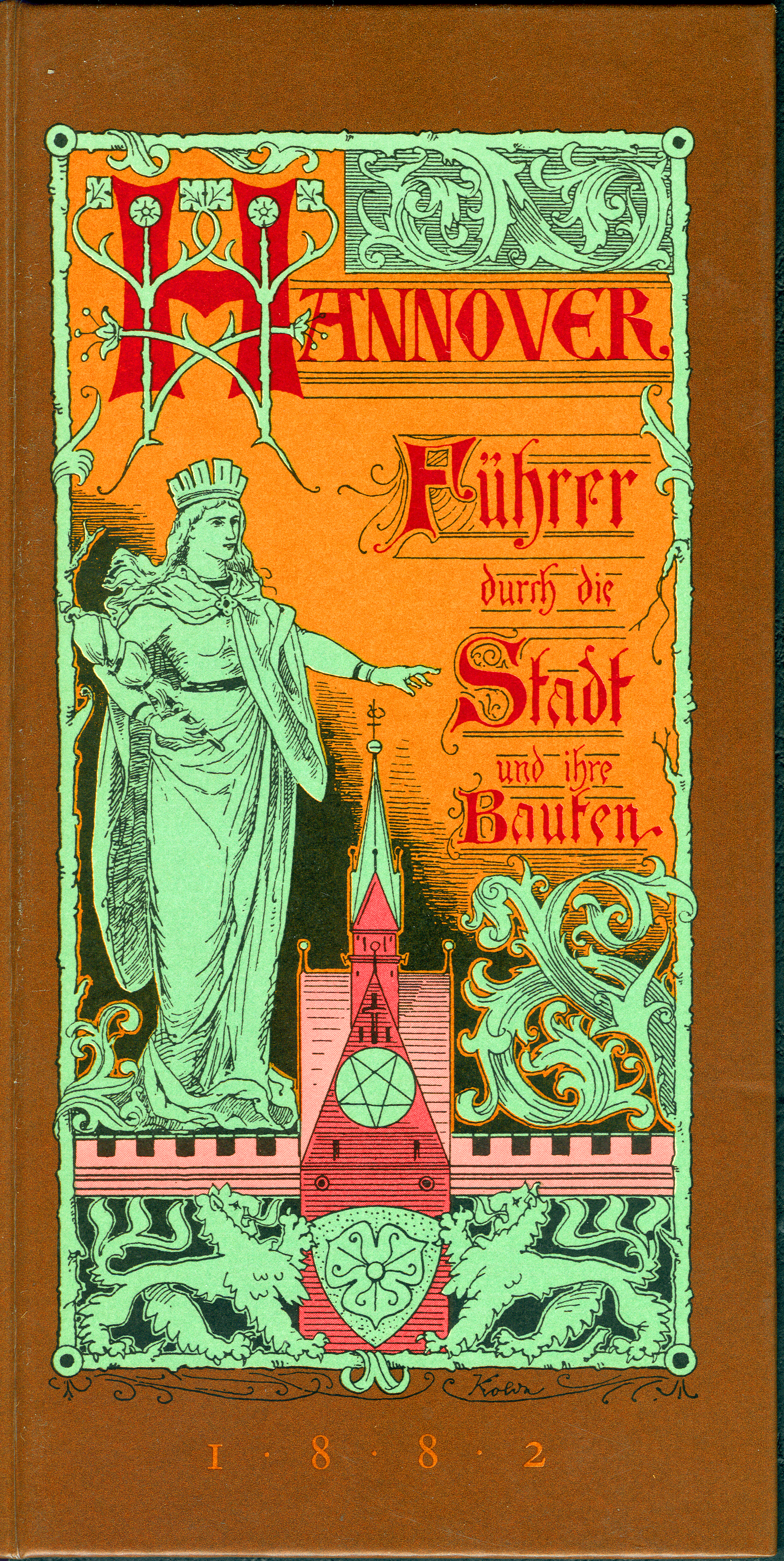
Buchdeckel für Theodor Ungers Architekturführer Hannover. Führer durch die Stadt und ihre Bauten
Reprint nach der Erstauflage von 1882, mit Künstlersignatur Koldes

Neben seiner Tätigkeit als Architekt gab Kolde von 1881 bis zu seinem Tod (1889) Unterricht an der Kunstgewerblichen Lehranstalt des Gewerbevereins in Hannover. Im Jahr 1883 wurde er Dozent für Architekturzeichnen an der Technischen Hochschule Hannover.
Als Architekt arbeitete er zuletzt an Kirchenbauten mit Conrad Wilhelm Hase (1818–1902) zusammen.
Max Kolde war der Cousin des Kirchenhistorikers Theodor Kolde.

## Werke (Auswahl)
- 1883: Turmaufbau der Marktkirche St. Aegidien, Osterode am Harz, Niedersachsen
- 1883/84: Bei der Restaurierung des Alten Rathauses in Hannover durch Conrad Wilhelm Hase[1][2] hatte ein Mitarbeiter Koldes 1877 Fenstergewände der Renaissance ausgebaut,[3] die der Bildhauer Hans Nottelmann 1605 geschaffen hatte.[4] Kolde baute sie in das von ihm 1883/84 im Stil der Weserrenaissance errichtete Wohnhaus in der Hinüberstraße 20 in Hannover wieder ein.[3]
- 1884–1887: Martinskirche in Bernburg (Saale), Salzlandkreis, Sachsen-Anhalt
- 1885–1887: Turmanbau der St. Lambertikirche, Hardegsen-Hevensen, Landkreis Northeim, Niedersachsen